# Герб Республики Абхазия
Государственный герб Республики Абхазия представляет собой щит, рассечённый на серебро и зелень, с золотой каймой, на котором изображён золотой всадник, только что выстреливший вверх из золотого лука, верхом на золотом коне.

## Описание
Государственный герб Республики Абхазия представляет собой щит, по вертикали разделённый на две равные части — одна белого и вторая зелёного цвета. Контур герба и сюжетной композиции — золотистого цвета. В нижней части герба расположена восьмиконечная золотистая абхазская звезда.
В верхней части, на белом и зелёном фоне, симметрично расположены две восьмиконечные звезды золотого цвета.
В центре герба — фигура всадника, летящего на волшебном коне Араше и посылающего стрелу к звёздам.

Сюжет герба связан с героическим Нартским эпосом абхазов. Зелёный цвет герба символизирует молодость и жизнь, белый — духовность. Большая восьмиконечная звезда — солярный знак возрождения. Малые звёзды символизируют единение двух культурных миров — Востока и Запада.

## Элементы герба

### Богатырь Сасрыква
Сасрыква — главный герой абхазской версии нартского эпоса, согревает коченеющих от холода братьев, настигнутых в горах страшным бураном, сбив с неба звезду.

### Конь Бзоу
Бзоу — чудесный конь (араш) и помощник героя. Обладает необыкновенной силой и способностью передвигаться по небу, по земле и под землёй.

## История герба

### Герб Абхазского княжества
На карте Грузии, составленной царевичем Вахушти Багратиони в 1735 году, изображены 16 гербов всех частей бывшего грузинского царства, в том числе и герб Абхазии.

### Герб 1921 года
31 марта 1921 года была провозглашена независимость Абхазии, ранее входившей в состав Грузинской Демократической Республики. В Абхазии устанавливалась советская власть, а сама она провозглашалась Советской Социалистической Республикой. 16 декабря 1921 года Советская Социалистическая Республика Абхазия и Грузинская Советская Социалистическая Республика подписали Союзный договор, по которому ССР Абхазия и Грузинская ССР объединялись на федеративных договорных началах.

### Герб Советской Социалистической Республики Абхазии 1924 г.
Государственный герб Советской Социалистической Республики Абхазии состоит из изображения золотых серпа и молота на фоне пейзажа Абхазии с надписью на абхазском языке — «ССР Апсны» («ССР Абхазия»). В верхней части изображена красная пятиконечная звезда в лучах солнца. Герб обрамлён орнаментом, изображающим венок из кукурузы, табака и винограда, и окружён красной каймой с надписью на абхазском языке: «Апролетарцэа атэылакуа зегьы рчы икоу, шэчеидышэкыл!» («Пролетарии всех стран, соединяйтесь!»)— Конституция Советской Социалистической Республики Абхазии 1925 года, глава XXI, статья 115

### Гербы 1926, 1928 годов
С 1926 года надпись «С.С.Р. Абхазия» на абхазском языке была перенесена из центрального изображения на круговую красную кайму и продублирована на русском и грузинском языках, как и девиз. 
С 1928 года абхазская письменность была переведена на латинизированный алфавит.

### Герб автономной республики в составе Грузии
16 февраля 1931 года ССР Абхазия была преобразована в Абхазскую Автономную Советскую Социалистическую Республику в составе Грузинской ССР.
Герб полностью повторял грузинский, отличаясь только добавлением девиза на абхазском языке:

Государственным гербом Абхазской АССР является государственный герб Грузинской ССР, который состоит из круглого красного поля, в верхней части которого изображена светящаяся пятиконечная звезда с простирающимися по всему полю лучами, внизу — снежный хребет голубого цвета; на правой стороне — золотые колосья и на левой — золотые лозы с виноградными лозами. Концы колосьев и лоз переплетены между собой у основания хребта в нижней части поля. Большую часть середины занимают изображения золотых серпа и молота, которые упираются: вверху — в светящуюся звезду, внизу — в вершину хребта, а по бокам — в колосья и лозы. Вокруг поля помещена надпись на грузинском, абхазском и русском языках: «Пролетарии всех стран, соединяйтесь!» Герб окаймлён вокруг узором из орнаментов в грузинском стиле
С 1938 года абхазская письменность была переведена на грузинский алфавит, а в 1954 г. — на кириллический, что отражалась и в надписях на гербе.
6 июля 1978 года в герб была добавлена надпись в две строки «Абхазская АССР» на грузинском (сверху) и абхазском (снизу) языках.

### Герб Республики Абхазия
25 августа 1990 года Верховный Совет Абхазской ССР принял декларацию о государственном суверенитете Абхазской ССР, что не получило никакого отражения на её гербе и флаге. Известны фотографии, на которых в качестве герба Абхазии используется абхазский флаг, помещенный в геральдический щит. В 1990 Абхазия была провозглашена суверенной Республикой.
Когда Грузия весной 1991 объявила о выходе из Советского Союза, Абхазия изъявила желание остаться в СССР. Летом 1992 г. усилились разногласия между Абхазией и грузинским руководством, что привело к вооружённому конфликту, унёсшему жизни 17 тыс. человек.
23 июля 1992 года был принят Закон «О новой государственной символике Республики Абхазия», которым были утверждены новые государственные герб и флаг. Независимость республики была провозглашена Верховным Советом Абхазии в новой конституции от 26 ноября 1994 года и в Акте от 12 декабря 1999 года, согласно итогам предшествовавшего референдума. Грузинские власти не признают этого и считают Абхазию территорией Грузии. 26 августа 2008 года после военного конфликта в Южной Осетии правительством России была признана независимость Абхазии
В Грузии для «Автономной Республики Абхазия» установлен иной герб.
- Герб Кутаисской губернии
- Герб ССР Абхазия c 1921 года
- Герб ССР Абхазия в 1924—1926 гг.
- Герб ССР Абхазия в 1927—1931 гг.
- Герб Абхазской АССР в 1954—1978 гг.
- Герб Абхазской АССР в 1978—1992 гг.
- Современный герб Абхазии